# Богданович, Лука Фёдорович
Лука́ Фёдорович Богдано́вич (14 октября 1779 — 11 июня 1865) — адмирал (1854) русского флота.

## Биография
В 1797 году окончил Морской кадетский корпус и был произведён в чин мичмана.
В 1798—1800 годах на корабле «Победа» в эскадре вице-адмирала Е. Е. Тета совершил переход из Архангельска к берегам Англии, где участвовал в высадке десанта у острова Тексель. В 1806—1809 годах на фрегате «Лёгкий» принимал участие в боевых действиях на Средиземном море.
В 1813 году отличился при осаде Данцига, за что награждён орденом Св. Владимира 4-й степени с бантом. 26 ноября 1816 года награждён орденом Св. Георгия 4-й степени. В 1818 году на фрегате «Диана» совершил переход из Архангельска в Кронштадт. В 1823—1824 годах, командуя фрегатом «Меркурий», совершал практические плавания в Балтийском море. В 1827 году участвовал в Наваринском сражении, командуя кораблём «Александр Невский», овладел неприятельским фрегатом.

Не нахожу достаточно выражений, дабы изъяснить в. в-ву храбрость, присутствие духа и усердие капитанов, офицеров и нижних чинов, оказанные ими во время кровопролитного сего сражения; они дрались, как львы, против сильного и упорного неприятеля, а в особенности отличились капитаны Лазарев, Авинов, Свинкин, Богданович и Хрущев…— Из рапорта командующего русской эскадрой контр-адмирала графа Л. П. фон Гейдена на Высочайшее имя
За участие в Наваринском сражении награждён орденами Св. Анны 2-й степени, Бани, Св. Людовика и Спасителя командорского креста. 1 апреля 1828 года отстранен от командования кораблем из-за беспорядков возникших на нём в декабре 1827 года. В 1828—1829 годах — капитан порта на острове Мальта, где ремонтировались корабли эскадры графа Л. П. Гейдена. 25 июня 1830 года произведён в чин капитана 1-го ранга. На фрегате «Александра» совершил переход из Средиземного моря в Кронштадт. В 1830—1832 годах командовал кораблем «Эмгейтен» в Балтийском море. 31 декабря 1832 года произведён в чин контр-адмирала и назначен командиром 2-й бригады 3-й флотской дивизии. С 1834 года — командир Кронштадтского порта.
19 апреля 1842 года назначен членом общего присутствия морского интендантства и произведён в чин генерал-лейтенанта. В 1846 году награждён орденом Св. Анны I степени. 7 июля 1847 года назначен генерал-интендантом флота, а 1 января 1848 года переименован в чин вице-адмирала. В 1851 году назначен членом комитета по пересмотру смет Морского министерства.
6 декабря 1854 года произведён в чин адмирала. В 1855 году, после упразднения интендантской части в морском министерстве, назначен членом Адмиралтейств-совета. 26 августа 1856 года награждён орденом Св. Александра Невского с пожалованием в 1858 году алмазных знаков к нему. 9 декабря 1857 года уволен с должности инспектора корпуса корабельных инженеров , ластовых команд и рабочих экипажей Балтийского флота с оставлением в должности члена Адмиралтейств-совета.
Похоронен на кладбище Александро-Невской лавры в Петербурге